# 25875 Wickramasekara
25875 Wickramasekara este un asteroid din centura principală de asteroizi.

## Descriere
25875 Wickramasekara este un asteroid din centura principală de asteroizi. A fost descoperit pe 31 iulie 2000 la Socorro, New Mexico, în cadrul proiectului LINEAR. Asteroidul prezintă o orbită caracterizată de o semiaxă mare de 2,28 ua, o excentricitate de 0,16 și o înclinație de 7,0° în raport cu ecliptica.